# حملات دسامبر ۲۰۱۱ شمال نیجریه
حملات دسامبر ۲۰۱۱ شمال نیجریه (انگلیسی: December 2011 Northern Nigeria attacks) مجموعه وقایع ایام کریسمس بود که در ۲۵ دسامبر در شمال نیجریه رخ داد، شامل انفجار بمب و تیراندازی به کلیساهای شمال این کشور. حملات به کلیساهای گاداکا، جوس، مادالا و داماتورو، که در آنها بمب‌گذاری و تیراندازی رخ داد. در مجموع ۴۱ نفر کشته شدند. بوکوحرام نیجریه، بعداً مسئولیت حملات را بر عهده گرفت.